# 李发应
李发应（1915年—2000年），男，安徽霍丘人，中华人民共和国军事人物，中国人民解放军少将，曾任南京军区空军顾问。